# Listă de lacuri din Arizona

Harta celor 15 comitate ale statului din SUA

Această pagină este o listă de lacuri din statul Arizona, Statele Unite ale Americii, cuprinzând atât lacurile naturale cât și cele artificiale.
Multe dintre aceste lacuri conțin populații de pește, care au fost colonizați în scopuri recreative. Ca atare, acestea sunt menajate de agenția statală Arizona Game and Fish Department. Unele dintre aceste lacuri pot fi sezonale, sau pot deveni uscate, iar altele au nevoie de repopulare periodică. Cele mai multe din aceste lacuri nu permit folosirea bărcilor cu motor mari.
Datorită climei extrem de uscate a statului, multe dintre lacuri, care se găsesc cuprinse în această listă, sunt lacuri intermitente sau nu conțin apă de-a lungul întregului an.

## Listă alfabetică a lacurilor din Arizona

### A
- Ackre Lake
- Alamo Lake
- Apache Lake
- Arivaca Lake
- Ashurst Lake

### B
- Bartlett Lake
- Bear Canyon Lake
- Becker Lake
- Big Lake
- Black Canyon Lake
- Blue Ridge Reservoir
- Bunch Reservoir

### C
- Canyon Lake
- Carnero Lake
- Cataract Lake
- Chevelon Canyon Lake
- Clear Creek Reservoir
- Cluff Ranch Ponds
- Coconino Reservoir
- Cibola Lake
- Concho Lake
- Crescent Lake
- Dankworth Pond
- Deadhorse Lake
- Dogtown Reservoir

### E și F
- Earl Park Lake
- Fain Lake
- Fool Hollow Lake
- Frye Mesa Reservoir

### G și H
- Goldwater Lake
- Granite Basin Lake
- Greasewood Lake
- Hassayampa Lake
- Lake Havasu
- Hawley Lake
- Horseshoe Lake (Arizona)
- Horsethief Basin Lake
- Hulsey Lake

### I, J și K
- Imperial Reservoir
- J. D. Dam Lake
- Kaibab Lake
- Kinnikinick Lake
- Knoll Lake

### L
- Lee Valley Lake
- Long Lake
- Luna Lake
- Lyman Reservoir
- Lynx Lake

### M și N
- Lake Mead
- Lake Mohave
- Many Farms Lake
- Martinez Lake
- Lower Lake Mary
- Upper Lake Mary
- McClelland Lake
- Mchood (Clear Creek) Lake
- Lake Mead
- Mittry Lake
- Lake Mohave
- Mormon Lake
- Nelson Reservoir

### O, P și Q
- Painted Rock Reservoir
- Parker Canyon Lake
- Patagonia Lake
- Pecks Lake
- Peña Blanca Lake
- Perkins Tank
- Picacho Reservoir
- Lake Pleasant Regional Park (Lake Pleasant)
- Lake Powell

### R
- Rainbow Lake
- Red Lake, on the border with New Mexico
- Reservation Lake
- Riggs Flat Lake
- River Reservoir
- Rogers Lake
- Roper Lake
- Rose Canyon Lake
- Russel Tank
- Saguaro Lake
- San Carlos Reservoir
- San Carlos Lake
- Santa Fe Lake
- Scott Reservoir
- Show Low Lake
- Soldiers Annex Lake
- Soldiers Lake

### S și T
- Stehr Lake, (Childs-Irving Hydroelectric Facilities)
- Stoneman Lake
- Sullivan Lake
- Sunrise Lake
- Talkalai Lake
- Tempe Town Lake
- Theodore Roosevelt Lake
- Threemile Lake
- Topock Marsh
- Tremaine Lake
- Tunnel Reservoir

### U, V, W, X, Y și Z
- Watson Lake
- Whitehorse Lake
- White Lake
- White Mountain Lake
- Willcox Playa
- Willow Creek Reservoir
- Willow Springs Lake
- Woodland Reservoir
- Woods Canyon Lake

## Lacurile urbane din zona metropolitanăPhoenix
Există 18 lacuri în sistemul urban al metropolei grupate în jurul capitalei statului Arizona, Phoenix.
- Alvord Lake
- Canal
- Chaparral Lake
- Cortez Lake
- Desert Breeze Lake
- Desert West
- Encanto
- Kiwanis Lake
- Papago Ponds
- Red Mountain
- Rio Vista
- Riverview
- Surprise Lake
- Water Ranch

## Lacurile zonei urbaneTucson
- Kennedy
- Lakeside
- Sahuarita
- Silverbell

## Lacurile zonei urbanePayson
- Green Valley Lake